# La Puebla de Cazalla
La Puebla de Cazalla é um município da Espanha na província de Sevilha, comunidade autónoma da Andaluzia, de área 188 km² com população de 11013 habitantes (2007) e densidade populacional de 56,13 hab/km².

## Demografia
| Variação demográfica do município entre 1991 e 2004 | Variação demográfica do município entre 1991 e 2004 | Variação demográfica do município entre 1991 e 2004 | Variação demográfica do município entre 1991 e 2004 |
| --------------------------------------------------- | --------------------------------------------------- | --------------------------------------------------- | --------------------------------------------------- |
| 1991                                                | 1996                                                | 2001                                                | 2004                                                |
| 10575                                               | 10825                                               | 10518                                               | 10664                                               |